# Groara
Il rio Croara è un piccolo corso d'acqua del medio Appennino bolognese, affluente da sinistra del fiume Reno.
Nasce a circa 814 metri di altitudine dalle pendici del monte Sette Croci (840 m), nel comune di Vergato; non lontano, dal monte Pigna (884 m), si trovano le sorgenti del rio della Ghiaia, il principale ramo sorgentizio del torrente Samoggia. Il rio Croara scende poi in direzione nord-est attraverso una profonda e incassata valle che offre scenari suggestivi per i ripidi fianchi delle montagne che lambisce (monte Pero, Il Poggio, monte Cornudolo); nella vallata è pure possibile ammirare la fioritura della rara peonia selvatica.
Dopo un percorso di circa 8 chilometri, il rio Croara si immette nel Reno nei pressi della frazione Tabina del comune di Vergato. Il regime del rio Croara è spiccatamente torrentizio, sebbene esso non rimanga quasi mai completamente asciutto anche nei periodi più siccitosi dell'anno.